# Александр Сіддіг
Сіддіг ель Фаділь, повне ім'я Сіддіг ель Тахір ель Фаділ ель Сіддіг Абдерахман Мохаммед Ахмед Абдел Карім ель Махді (араб. صدّيق الطاهر الفاضل الصدّيق عبدالرحمن محمد أحمد عبدالكريم المهدي), більш відомий під псевдонімом Александр Сіддіг (англ. Alexander Siddig); нар. 21 листопада 1965) — британський актор суданського походження, відомий в основному за роллями лікаря Джуліана Башира у телевізійному серіалі Зоряний шлях: Глибокий космос 9 і принца Насіра Аль-Субая у фільмі «Сіріана». Племінник Малькольма Макдавелла.

## Біографія
Александр Сіддіг народився 21 листопада 1965 року у Судані.

## Вибрана фільмографія
| 2019 | 21 міст                                 | 21 Bridges                             | Еді                         |
| 2013 | П'ята влада                             | The Fifth Estate                       | доктор Тарек Халісех        |
| 2013 | Атлантида                               | Atlantis                               | король Мінос                |
| 2013 | Демони Да Вінчі                         | Da Vinci's Demons                      | Аль-Рахім                   |
| 2011 | Портал юрського періоду                 | Primeval                               | вчений Філіп Бертон         |
| 2009 | Шпигуни                                 | Espion(s)                              |                             |
| 2008 | Судний день                             | Doomsday                               | прем'єр-міністр Джон Хетчер |
| 2007 | Останній легіон                         | Last Legion                            | Теодорус Андронікос         |
| 2006 |                                         | Hannibal — Rome's Worst Nightmare      | Ганнібал                    |
| 2006 | Божественне народження                  | The Nativity Story                     | архангел Гавриїл            |
| 2005 | Пуаро Агати Крісті                      | Agatha Christie's Poiro                | Містер Шайтана              |
| 2005 | Царство небесне                         | Kingdom of Heaven                      | Насир                       |
| 2002 | Влада вогню                             | Reign of Fire                          | Еджей                       |
| 2000 | Вертикальна межа                        | Vertical Limit                         | Карім Назір                 |
| 1993 | Зоряний шлях: Глибокий космос 9         | Star Trek: Deep Space Nine             | лікар Джуліан Башир         |
| 1990 | Небезпечна людина: Лоуренс після Аравії | A Dangerous Man: Lawrence After Arabia | емір Фейсал                 |